# 鲁比永河
鲁比永河（法語：Roubion，法語發音：[ʁubjɔ̃]）是法国奥弗涅-罗讷-阿尔卑斯大区德龙省的河流，是罗讷河的左支流，长66.3千米。